# Strada statale 460 di Ceresole
La strada statale 460 di Ceresole (SS 460), è una strada statale e provinciale italiana.

## Percorso

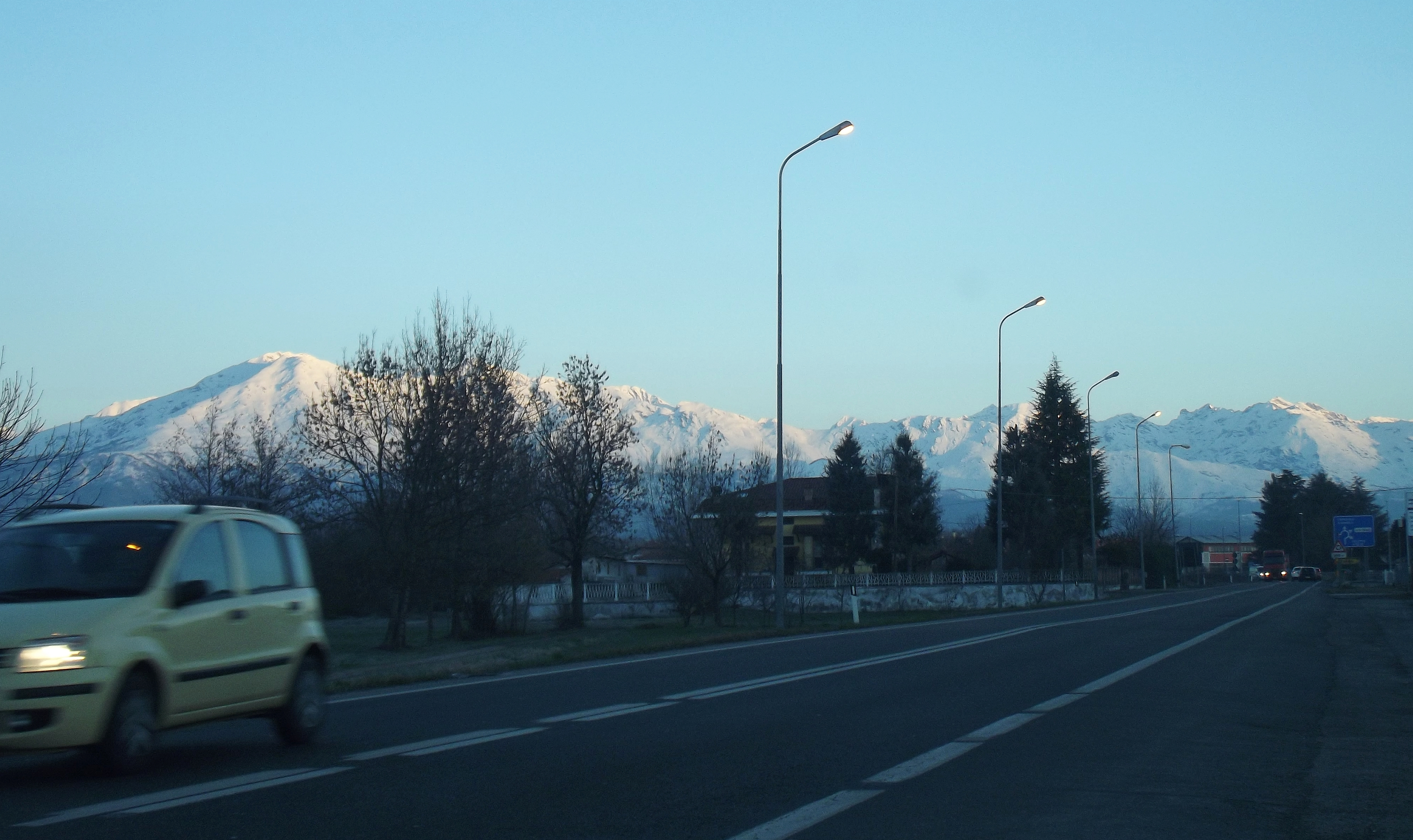
La strada tra Feletto e Rivarolo; a sinistra sullo sfondo la Quinseina

Ha origine dal RA 10 - Raccordo autostradale Torino-Aeroporto di Caselle e fino al tratto di Rivarolo, si presenta con una sede stradale ampia e moderna che evita tutti i centri abitati come Lombardore, Feletto, Mappano, Leinì. 
Dopo Rivarolo la strada segue il corso del torrente Orco fino a raggiungere il comune di Cuorgnè, dove dal 2004 evita il centro abitato grazie ad una variante che permette alla strada di arrivare scorrevolmente fino a Pont Canavese. Tocca successivamente, su un tracciato abbastanza impervio che supera un dislivello di oltre 1 000 m, le località principali di Sparone, Locana e Noasca; dopo pochi chilometri arriva quindi a Ceresole Reale.

## Gestione
In seguito al decreto legislativo n. 112 del 1998, dal 2001, la gestione è passata dall'ANAS alla regione Piemonte che ha provveduto all'immediato trasferimento dell'infrastruttura alla provincia di Torino; con delibera del 10 febbraio 2009, la giunta provinciale ha modificato la denominazione da strada provinciale 460 di Ceresole (SSP 460) a quella attuale. Con l'istituzione della città metropolitana di Torino, l'intera strada, insieme a tutte le strade gestite dall'ex provincia, sono passate in gestione alla città metropolitana di Torino che l'ha successivamente ridenominata strada provinciale 460 del Gran Paradiso.
Nel 2021, a seguito di un piano nazionale di rientro di ex strade statali all'ANAS, il tratto tra l'inizio del tracciato a Caselle Torinese e Salassa in corrispondenza con lo svincolo per la strada statale 565 di Castellamonte, è tornato ad essere gestito dall'ANAS e ha ripristinato la denominazione originaria di strada statale 460 di Ceresole.
Il tratto che percorre il centro abitato di Rivarolo Canavese è gestito dal comune, così come il tracciato storico all'interno del centro abitato di Cuorgnè, dove la competenza è comunale, eccezion fatta per il ponte sul torrente Orco; la variante al centro abitato di Cuorgnè, la strada provinciale 460var del Gran Paradiso (SP 460var) è invece di competenza della città metropolitana di Torino, così come l'intero tratto compreso tra il bivio con la strada statale 565 di Castellamonte e Ceresole Reale.